# Krzywy Róg (stacja kolejowa)
Krzywy Róg (ukr: Станція Кривий Ріг) – stacja kolejowa w Krzywym Rogu, w obwodzie dniepropetrowskim, na Ukrainie. Jest częścią administracji Kolei Naddnieprzańskiej. Znajduje się na linii Werchiwcewo – Dołyńska.

## Opis
Znajduje się w rejonie krzyworoskim Kolei Naddnieprzańskiej, między stacjami Krzywy Róg-Główny (6 km) i Krzyw Róg-Zachodni (7 km).
Otwarta została w 1884 roku pod nazwą Czerwonyj. Używana była do transportu rudy z 12 kopalń o łącznej pojemności 20 mln ton rocznie.
Stacja ma duże znaczenie dla wielkiej huty ArcelorMittal Krzywy Róg, powstałej w latach 1930-1960.
Dworzec jest ważnym punktem przesiadkowym miasta. Wiele linii trolejbusowych ma tutaj swój przystanek a w niewielkiej odległości znajduje się stacja szybkiego tramwaju.

## Linie kolejowe
- Linia Werchiwcewo – Dołyńska